# The Album (album Abby)
The Album – piąty album studyjny szwedzkiego zespołu ABBA. Realizacja płyty była połączona z filmem „ABBA: The Movie”. W 1984 wydany na CD. Z albumu wydano trzy single, które odniosły wielki sukces na całym świecie: „Take a Chance on Me”, „The Name of the Game” oraz „Eagle”.

## Lista utworów
Strona A:
| 1. | „Eagle”                | 5:53  |
|    |                        |       |
| 2. | „Take a Chance on Me”  | 4:03  |
|    |                        |       |
| 3. | „One Man, One Woman”   | 4:37  |
|    |                        |       |
| 4. | „The Name of the Game” | 4:53  |
|    |                        |       |
|    |                        | 19:26 |
|    |                        |       |
Strona B:
| 1. | „Move On”                 | 4:45  |
|    |                           |       |
| 2. | „Hole in Your Soul”       | 3:43  |
|    |                           |       |
| 3. | „Thank You for the Music” | 3:51  |
|    |                           |       |
| 4. | „I Wonder (Departure)”    | 4:34  |
|    |                           |       |
| 5. | „I’m a Marionette”        | 4:05  |
|    |                           |       |
|    |                           | 20:58 |
|    |                           |       |